# Guangfu (Cina)
Guangfu è una città nel Distretto di Yongnian, nella provincia dell'Hebei e amministrato dalla prefettura di Handan, in Cina. Comprende la città antica di Guangfu, un'attrazione turistica classificata AAAAA dal Ministero della Cultura e del Turismo cinese; si è preservato l'aspetto di una città cinese dell'era Ming per la sua architettura, per le grandi mura cittadine e per l'esteso fossato.

## Denominazioni
"Guangfu" è una contrazione dell'antico nome della città, Guangpingfu, che si riferiva al precedente status di sede della Prefettura di Guangping ("Estesamente pacificata" o "Pacifica") sotto i Ming. Questa denominazione fu assunta dalla città per la prima volta sotto la Dinastia Han.
Durante la Dinastia Tang, era conosciuta come Mingzhou dal nome della sua precedente prefettura, a sua volta chiamata come il vicino fiume Ming. È stata anche conosciuta come Yongnian ("Longevità") dal nome della sua precedente contea e attuale distretto.

## Geografia
Guangfu si trova al centro della palude di Yongnian ai confini occidentali del distretto di Yongnian di Handan.

## Storia

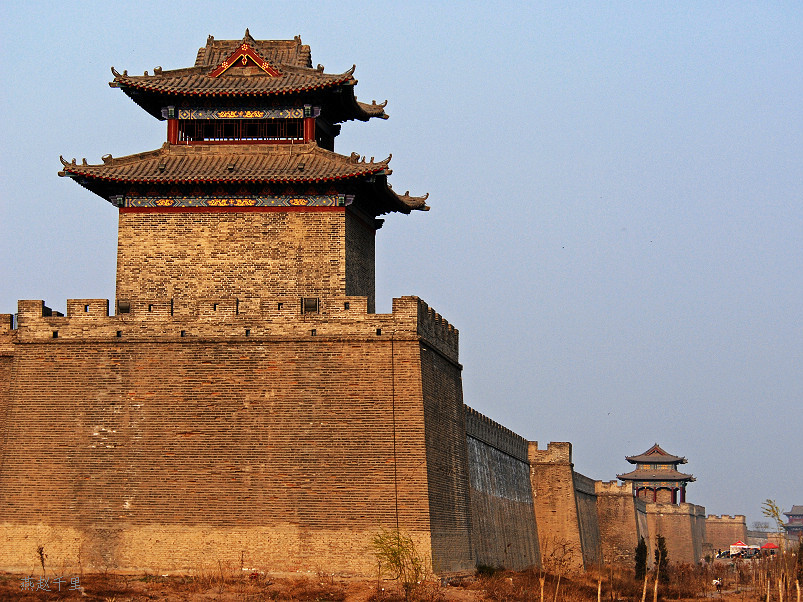
Una delle torri di guardia dello stile Ming che sorveglia la città

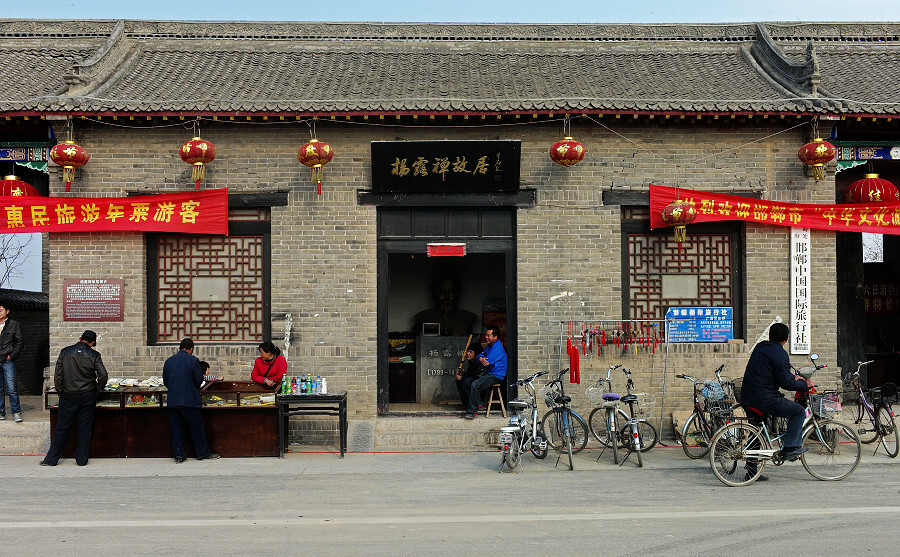
La precedente residenza di Yang Luchan

Il percorso intorno al fossato della città

L'area intorno a Guangfu è storicamente sempre stata paludosa. La città fu fondata durante il Periodo delle Primavere e degli Autunni, intorno al VI secolo a.C. Ha fatto parte del regno di Jin sotto la Dinastia Zhou, mentre era parte del regno di Zhao durante il periodo degli Stati Combattenti. Sotto la dinastia Qin, ha infine fatto parte della comanderia di Handan.
Con la caduta della dinastia Sui, è divenuta capitale della "Principalità di Xia" con la cattura della città da parte della breve ribellione agraria guidata da Dou Jiande. All'epoca, la città si trovava lungo la strada principale che, partendo dal sud, collegava le città del Fiume Giallo con la prefettura di Youzhou (oggi parte della città di Pechino) e la Corea, situate a nord est. Dopo la cattura di Li Shentong (李神通), il Principe di Huai'an, da parte di Dou Jiande, la città funse da prigione per il nobile dei Tang. Quando Dou fu catturato durante la battaglia di Hulao nel 621 d.C., alcune centinaia di cavalieri a lui fedeli fuggì verso la capitale, saccheggiò i suoi tesori e infine consegnò la città nelle mani dei vittoriosi Tang. Dopo l'esecuzione del ribelle Dou Jiande a Chang'an, una nuova ribellione scoppiò nella provincia, guidata da uno dei suoi ufficiali, Liu Heita, che sconfisse la dinastia Tang nei pressi di Guangfu verso la fine del 621 d.C. grazie all'aiuto dei Turchi. La città fu occupata e resa nuovamente capitale del nuovo regno chiamato "Principalità di Handong". Li Shimin, il futuro imperatore Tai Zong, infine sconfisse i ribelli costruendo una diga sul vicino fiume Ming per poi distruggerla al momento opportuno per far annegare, in seguito all'alluvione derivata, l'armata di Handong. Liu Heita fu in grado di riprendere il combattimento con un ulteriore aiuto da parte dei Turchi, ma venne nuovamente sconfitto e in seguito condannato a morte e ucciso nella piazza del mercato di Guangping, all'inizio del 623 d.C.
Le attuali cinte murarie di Guangfu furono erette inizialmente come bastioni di terra durante la dinastia Tang (VII-IX secolo) e in seguito ricostruite in pietra sotto le dinastie Yuan (XIII-XIV secolo) e Ming (XIV-XVII secolo).
Nel XIX secolo, sotto la dinastia Qing, vissero nella città Yang Luchan e Wu Yuxiang, i fondatori degli stili di Tai Chi Yang e Wu, due delle più grandi scuole di tai chi del mondo. Horace William eresse una chiesa protestante in città nel 1905 con l'appoggio della sua missione religiosa. Nei primi anni essa fu guidata da Katharine Ewald.

L'area storica all'interno della cinta muraria fu ristrutturata in seguito alle riforme economiche introdotte da Deng Xiaoping, con nuove costruzioni che riproducono l'aspetto della città durante la dinastia Ming. Le case di Yang e Wu sono state convertite in musei pubblici per onorare le loro vite e le scuole di tai chi da loro fondate. La città è stata nominata Attrazione Turistica A5 da parte dell'Amministrazione Nazionale per il Turismo della Cina nel 2017.

Le mura cittadine

## Cultura di massa
Il film drammatico della CCTV Guangfu Tai Chi (广府太极传奇, Guǎngfǔ Tàijí Chuánqí) è stato girato in questa città nel 2007 e trasmesso nel 2010.